# El beso de la reliquia
El beso de la reliquia es un cuadro del pintor español Joaquín Sorolla realizado en óleo sobre lienzo en 1893. Sus dimensiones son de 103,5 × 122,5 cm.
Representa el momento en que unas personas acuden a una capilla lateral de la iglesia de San Pablo, actualmente el Instituto Luis Vives de Valencia, para besar una reliquia. Con este cuadro, Sorolla obtuvo en 1893 la Medalla de Tercera Clase en el Salón de París, y en 1894, la Medalla de Segunda Clase en la Exposición Internacional de Viena y la Primera Medalla en la Exposición de Arte Español de Bilbao.
Se expone en el Museo de Bellas Artes de Bilbao.